# Cecil de Vere
Cecil Valentine de Vere, né le 14 février 1845 à Montrose en Écosse et mort de la tuberculose le 9 février 1875 à Torquay, est un joueur d'échecs écossais. Cecil Valentine Browne était son véritable nom et de Vere un pseudonyme. Il remporta en 1866, à Londres, la première Challenge Cup de la British Chess Association, ancêtre du championnat d'échecs de Grande-Bretagne.

## Biographie et carrière
Cecil de Vere apprit à jouer aux échecs à douze ans avec le joueur irlandais installé à Londres Francis Burden et avec Samuel Boden. À quinze ans, De Vere commença à fréquenter le cercle d'échecs du Divan à Londres.
En 1865-1866, le club de la cité de Londres sponsorisa un match à handicap contre Wilhelm Steinitz où De Vere jouait en premier avec un pion de plus. De Vere remporta le match 8 à 4 (+7 -3 =2). Lors du tournoi à handicap disputé à Londres en juin 1866, Steinitz battit De Vere au premier tour deux victoires à une. En novembre 1866, la première Challenge Cup de la British Chess Association, organisée à Londres, était un tournoi toutes rondes où les joueurs s'affrontaient en matchs de cinq parties. De Vere remporta ses quatre matchs trois victoires à zéro et devança Blackburne. La même année, il gagna le tournoi de Redcar dans le Yorkshire du Nord.
En 1867, il finit cinquième du tournoi de Paris (en juin), avec 17 points sur 24, et troisième au tournoi de Dundee (en novembre) avec 6,5 points sur 9. Lors de ce tournoi, il battit Steinitz et devança Joseph Henry Blackburne. À Dundee, il apprit qu'il était malade de la tuberculose. Connaissant cette nouvelle, il décida de vivre de l'héritage de sa mère, de quitter son emploi à la Lloyd's et de vivre des échecs dans la capitale.
Lors de la deuxième Challenge Cup, disputée en 1868-1869, De Vere finit premier ex æquo avec  Blackburne mais perdit le match de départage.
En 1870, De Vere finit sixième-septième avec 6,5 points sur 16, ex æquo avec Szymon Winawer, du très fort tournoi de Baden-Baden remporté par Adolf Anderssen devant Wilhelm Steinitz, Gustav Neumann, Joseph Henry Blackburne et Louis Paulsen. 
Sa dernière apparition dans un tournoi international fut au tournoi de Londres de 1872, où il finit troisième ex æquo avec Joseph Blackburne et George MacDonnell, derrière Steinitz et Johannes Zukertort. La même année, De Vere finit premier ex æquo de la quatrième Challenge Cup, mais perdit le départage contre John Whisker. En 1872, il prit en charge la chronique d'échecs de The Field, mais, du fait de son indolence ou de ses problèmes avec l'alcool, il fut remplacé par Steinitz en 1873.
En 1874, De Vere perdit un mini-match amical contre Zukertort (1 à 2). En novembre 1874, très affaibli, il fut emmené par ses amis à Torquay pour se reposer. Il mourut cinq jours avant son trentième anniversaire en février 1875.